# Tjetvert
Tjetvert (russisk: че́тверть betyder kvart, fjerdedel) er et ældre russisk mål for korn og andre tørre varer, modsvarende 42½ svenske kapper eller 209,9 liter. En tjetvert opdeles i 8 tjetverik, som hver deles i 4 tjetverka.
En ældre inddeling er 1 tjetverk = 2 osminer = 4 pajock = 8 tjetverik = 16 polutjetverik = 32 tjetvérka = 64 garnitzi = 1920 becher.
En russisk tjetvert er større end en svensk tønde (32 kapper), men ikke dobbelt så stor.
Lige som tønden har ligget til grund for arealmålet tønde land, har også tjetvert været anvendt som arealmål, modsvarende 1/2 deciatin eller 0,546 hektar.
Tjetvert er også et volumenmål for våde varer, udgørende ¼ af en russisk spand (vedro, казённое ведро́, 12,299 liter) eller 3,08 liter, ikke at forveksle med den svenske kvarting.